# Братовбивство

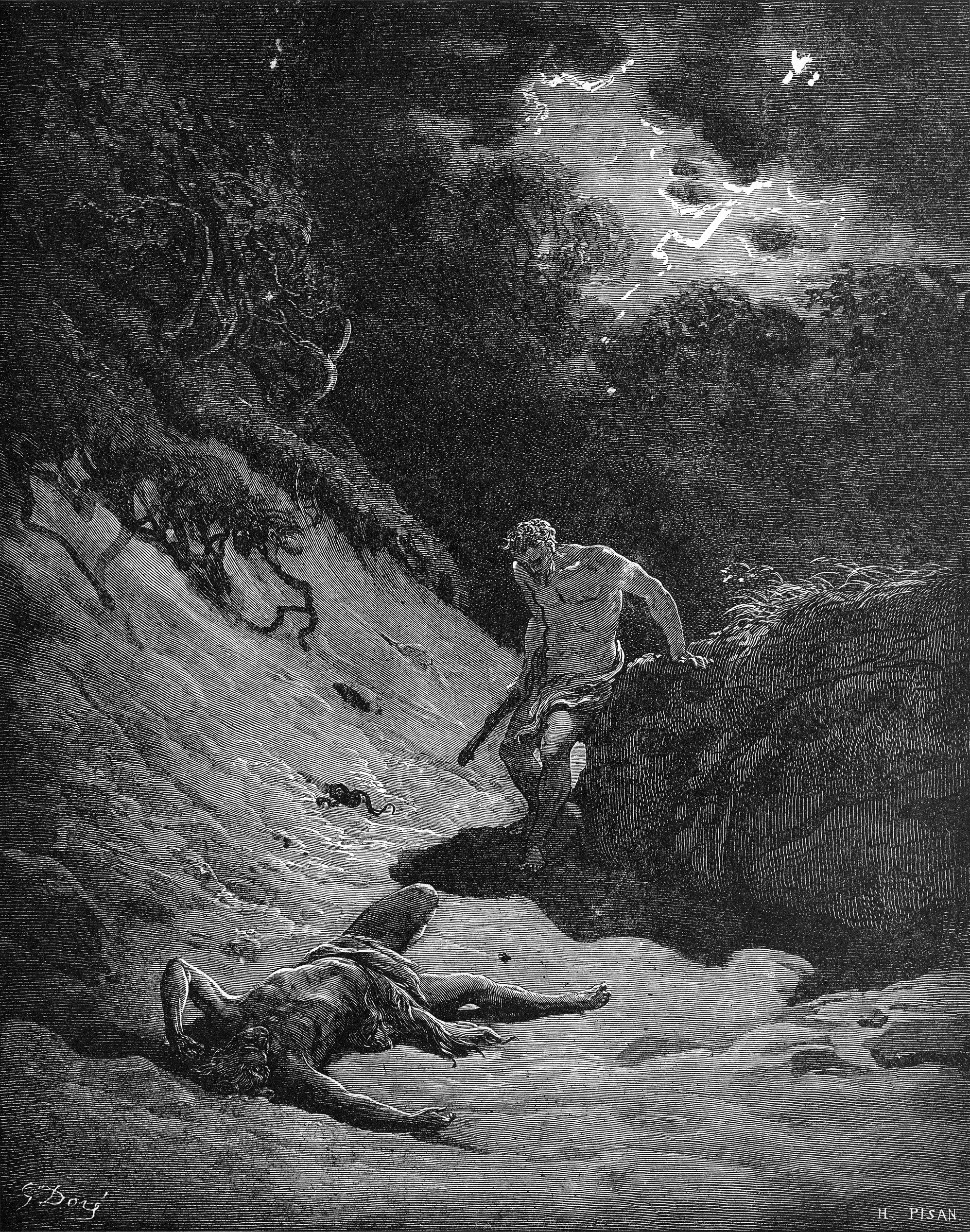
Каїн убиває Авеля, братовбивство, проілюстроване Гюставом Доре («І говорив Каїн з Авелем, братом своїм; і сталося, коли вони були в полі, Каїн повстав проти Авеля, свого брата, і вбив його»)

Братовбивство або фратніцид (з Latin  fratricidium ; з  Шаблон:Wiktlat «brother», та  Шаблон:Wiktlat «killing» — асимільований корінь caedere «убити, вирубати») — дія вбивства рідного брата.
Це можна зробити безпосередньо або за допомогою найманого чи індоктринованого посередника (вбивці). Жертва не обов'язково є біологічним братом злочинця. У військовому контексті братовбивство означає вбивство військовослужбовцем товариша.
Термін часто використовується метафорично для позначення громадянських війн.

## Релігія і міфологія
Авраамічні релігії визнають біблійну розповідь про Каїна та Авеля першим вбивством брата. У міфології Стародавнього Риму місто було засноване в результаті братовбивства, коли близнюки Ромул і Рем сварилися за те, хто має прихильність богів, і за плани один одного побудувати Рим, причому Ромул став першим царем Риму та тезкою міста після вбивства свого брата.
У грецькій міфології Касифона, дочка Одіссея і Цирцеї, вбила свого зведеного брата і чоловіка Телемаха з помсти за те, що він убив її матір Цирцею після сварки між ними.

### Міф про Осіріса
У давньоєгипетській міфології бог Осіріс був убитий своїм братом Сетом, який узурпував трон.

### Махабхарата і Рамаяна
В індуїстському епосі «Махабхарата» Карна був убитий Арджуною, який не знав, що Карна був його старшим братом. Однак контекст злочину стає суттєво іншим, якщо дивитися під таким кутом зору:
1. Арджуна був зобов'язаний помститися за смерть свого єдиного сина і спадкоємця Абхіманью, якого безжально вбила група кровожерливих воїнів, серед яких був і Карна.
2. Хоча Арджуна не знав, що Карна був його біологічним братом, останньому про це повідомила їхня спільна мати Кунті. І тому, навіть будучи втаємниченим в узи братерства, Карна все одно щиросердно (через свою відданість царевичу Дурьйодані) і з готовністю вирішив потурати братовбивству.
Поет 13-го століття, Каві Кабіла, широко коментуючи «Рамаяну» та вбивство Рами Раавана за активної підтримки відчуженого молодшого брата останнього Вібгісана, якому Раван присягнувся помститися чорношкірим, і вбивство Балі (знову Рама) з готовою хитрістю свого молодшого, незадоволеного і вигнаного брата Сугреева, коротко висловив це в куплеті:
«Іронія? Яка іронія?! Якби не те, що зерно руйнування, яке несе в серці один брат, було посіяне й пожате вповні рукою іншого!»

## Римська імперія
Єдиними відомими братовбивствами в Римській імперії є вбивство Ромулом Рема та досить відоме вбивство Гети за наказом його брата Каракалли 211 року. Між братами були напружені стосунки, які тривали багато років; після смерті свого батька Септимія Севера в лютому 211 року вони стали його наступниками як співімператори. Їхнє спільне правління було озлобленим і невдалим, коли кожен з них змовився вбити іншого. У грудні того ж року Каракалла вдавав, що проводить примирення в квартирі їхньої матері Юлії Домни, коли Гету заманили прийти без зброї та без охорони. Група центуріонів, вірних Каракаллі, підстерегла його після прибуття Гети, і Гета помер на руках у своєї матері. Кажуть, братовбивця часто повертався, щоб переслідувати Каракаллу.

## Перська імперія
У Персії є багато зареєстрованих братовбивств, найвідоміші з яких стосуються синів Кіра Великого Камбіса II і Бардії, причому перший убив останнього. Існують також історії про синів Артаксеркса I, Ксеркса II, Согдіана та Дарія II, усі вони стосуються боротьби за трон. Крім того, за часів Парфянської та Сасанідської імперій було зафіксовано багато братовбивств.

## Імперія Тан
Принц Лі Шимінь (принц Цінь), другий син імператора Гаоцзу, перебував у гострому суперництві зі своїм старшим братом, кронпринцем Лі Цзяньченом і молодшим братом принцом Лі Юаньцзі (принцом Ці). Він взяв під свій контроль і влаштував засідку біля воріт Сюаньу, північних воріт, що ведуть до міста-палацу столиці імперії Чан'ань. Там Лі Цзяньчен і Лі Юаньцзі були вбиті Лі Шимінем і його людьми. Протягом трьох днів після перевороту Лі Шимін був призначений наслідним принцом. Імператор Гаоцзу зрікся престолу ще через шістдесят днів і передав трон Лі Шиміню, який став відомим як імператор Тайцзун.

## Османська імперія
В Османській імперії спочатку братовбивство не було законним. Практика братовбивства була узаконена Мехмедом II. Його дід, Мехмед I, боровся за трон зі своїми братами Сулейманом, Ісою та Мусою під час Османського міжцарів'я. Ця громадянська війна тривала вісім років і послабила імперію через завдані нею жертви та розкол, який вона посіяла в османському суспільстві. У результаті Мехмед II формально легалізував практику братовбивства, щоб зберегти державу і не створювати напруги для єдності, як це робили попередні громадянські війни. Мехмед II заявив: «Будь-який із моїх синів, який зійшов на трон, прийнятний для нього вбити своїх братів заради загального блага народу (нізам-і алем). Більшість улемів (мусульманських вчених) схвалили це; нехай будуть вжиті відповідні дії».
Коли син Мехмеда, Баязид II, помер, його син Селім I негайно зайняв трон і приступив до страти двох своїх братів Ахмеда і Коркута. Найбільшу практику братовбивства вчинив Мехмед III, коли він наказав убити та поховати поряд із батьком 19 своїх братів і зведених братів. Його наступник Ахмед I, зіткнувшись із публічним несхваленням практики братовбивства, вирішив оголосити цю практику поза законом і замінити її системою підвищення старшинства разом із ув'язненням у кефе будь-якого принца, який міг би становити загрозу престолу.

## Імперія Великих Моголів
В імперії Великих Моголів братовбивства часто відбувалися в результаті воєн за спадщину. У 1622 році Шах Джахан убив свого старшого брата Хусрау Мірзу. 1628 року Шах Джахан також убив свого брата Шахріяра. в ніч на 30 серпня 1659 року (9 вересня за Григоріанським календарем) син Шаха Джахана, Дара Шико, був убитий чотирма поплічниками його брата Аурангзеба на очах у його наляканого сина.

## Антігона
Події в грецькій трагедії «Антігона» розгортаються внаслідок попередньої війни між братами-князями Етеоклом і Полінейком, які вбили один одного в бою. Полінейк оскаржив претензії свого брата на трон міста Фів і напав на місто армією з Аргоса. Етеокл воював за Фіви, щоб захистити місто від Полінея та його армії. Двоє вбили один одного ножем у серце.

## Імперія Ашоки
Ашока, також відомий як Чанд-Ашока (Жорстокий Ашока), убив своїх братів як покарання за смерть короля (його батька) і сварку за королівство (війну за спадщину). Пізніше Ашока завоював всю Велику Індію, перш ніж прийняв буддизм і відмовився від війни.

## Зулуське королівство
1828 року Шака, король зулусів, був убитий своїм зведеним братом Дінгане та братом Мланганою. Дінгане став лідером зулу, поки його не вбили в 1840 році в лісі Хлатіхулу.